# Petro Slobodjan
Petro Slobodjan (Oekraïens: Петро Петрович Слободян; Russisch:  Пётр Петрович Слободян) (Sjeparovtsi, 2 juli 1953 - 15 december 2020) was een voetballer uit de Sovjet-Unie en trainer uit Oekraïne. Als speler stond hij bekend onder zijn Russische naam Pjotr Slobodjan.

## Biografie
Slobodjan begon zijn carrière bij Avangard Ternopil en maakte in 1972 de overstap naar Dnjepr Dnjepropetrovsk. In 1975 trok hij naar het grote Dinamo Kiev, waarmee hij in 1975 en 1977 de landstitel won, echter werd hij nooit een echte basisspeler. In 1975 won de club ook de Europacup II, al speelde hij niet de finale. Hij speelde wel in de Super Cup die Dinamo won dankzij een goal van Blochin. In 1980 ging hij nog voor Lokomotiv Moskou spelen. Na één seizoen beëindigde hij zijn spelerscarrière op amper 27-jarige leeftijd.
In 1976 speelde twee wedstrijden voor het nationale elftal, tegen Argentinië en Brazilië. Hij won dat jaar met de selectie onder 23 ook het EK.